# Однополые отношения

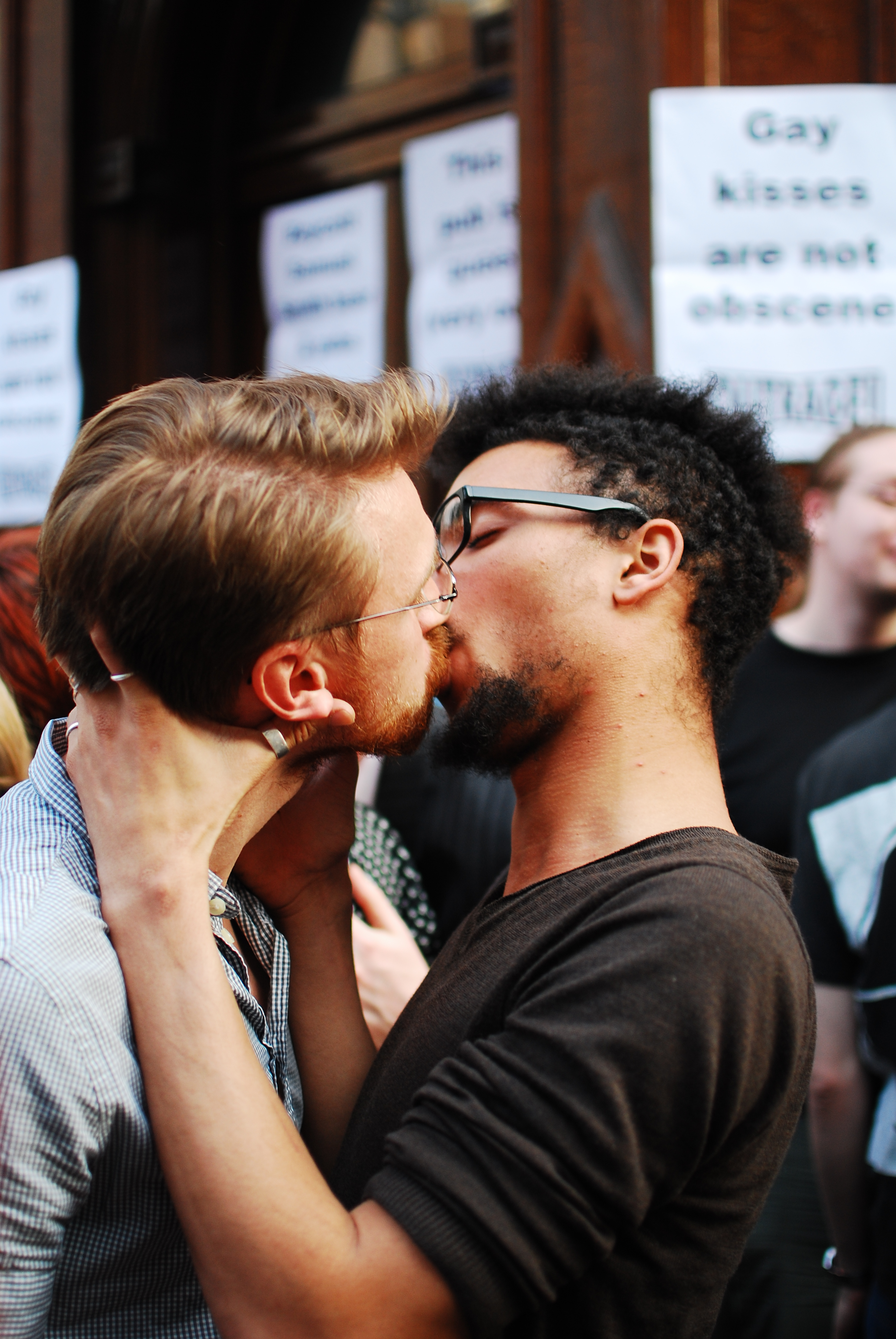
«Поцелуй в Сохо». Лондон, 2011

Однопо́лые отноше́ния — романтические или сексуальные отношения между людьми одного пола.
Однополый брак является законным признанием таких отношений в форме брачного союза или, в странах, где однополые браки не допускаются, гражданского союза.
Термин однополые отношения не имеет строгого отношения к сексуальной ориентации их участников. Поскольку люди любой ориентации могут вступать в однополые отношения (особенно в зависимости от юридического, социального и научного определения пола), некоторые активисты утверждают, что упоминание однополых отношений как «гейских отношений» или «лесбийских отношений» является формой бисексуального стирания.

## Исторический контекст

### Общие сведения

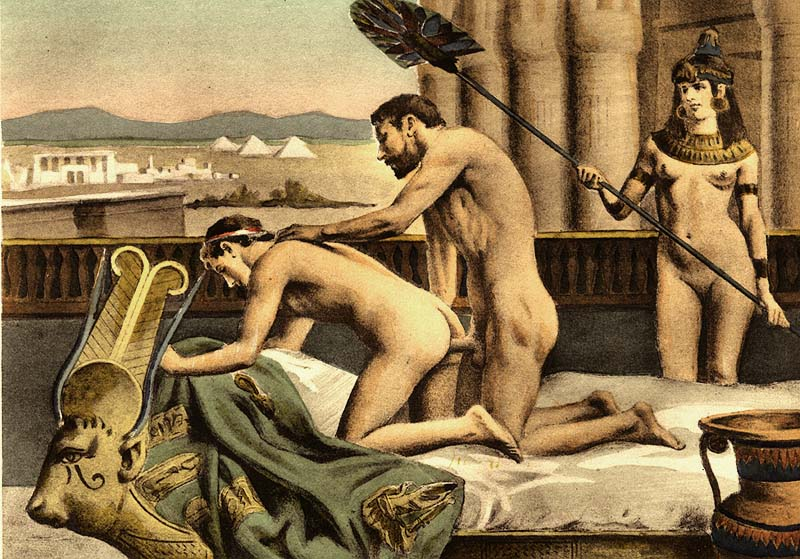
Эдуар Анри Авриль. «Адриан и Антиной в Египте». Иллюстрация из антологии эротических сочинений Древней Греции и Рима «De figuris Veneris»

Считается, что в жизни многих исторических личностей, в том числе Сократа, Александра Македонского, лорда Байрона, Эдуарда II, Адриана, Юлия Цезаря, Микеланджело, Донателло, Леонардо да Винчи, Оскара Уайльда, Виты Саквилл-Уэст, Альфонсины Сторни, Кристофера Марло и ряда других были любовные и сексуальные отношения с себе подобными. К ним часто применялись такие термины, как «гей» или «бисексуал». Некоторые учёные, такие как Мишель Фуко, рассматривают это как риск анахроничного введения современной конструкции сексуальности, чуждой их времени, хотя другие оспаривают это.

### Классификация
Некоторые современные исследования показали, что однополые отношения могут быть в целом классифицированы по крайней мере в три категории, хотя нет единого мнения ни относительно категорий, ни эмпирической метрики, которая имеет или потенциально может быть применена для строгого подтверждения их существования:
| Категория                   | Описание | См. также                                                   |
| --------------------------- | --- | ----------------------------------------------------------- |
| Равные                      | Показывает двух партнеров, принадлежащих к одному поколению и придерживающихся одной и той же гендерной роли, связанной с их полом (независимо от их предпочтительной сексуальной роли или ролей). Этот тип однополых отношений распространен в современных западных обществах. Равноправные однополые отношения являются основной формой, существующей в западном мире. Как побочный продукт растущего доминирования западной культуры, эта форма распространяется из западной культуры в незападных обществах, хотя между различными культурами все еще существуют определенные различия.                   | - Гендерная бинарность - Эгалитаризм                        |
| Гендерно-структурированные  | Предполагает, что каждый партнер принимает на себя роль противоположного пола. Один партнер цисгендерный, в то время как другой андрогинный или трансгендерный, и, таким образом, пара внешне имеет некоторое сходство с гетеросексуальной (гетеронормативной) парой. Примером этого являются традиционные отношения между мужчинами на Ближнем Востоке, в Центральной и Южной Азии, в не постмодернистской Латинской Америке и Южной Европе, а также практика смены пола Двумя Духами или шаманства, наблюдаемая в местных обществах. В западном мире это лучше всего представлено дихотомией «буч-женщина». | - Хиджра - Бердаши - Андрогин                               |
| Возрастно-структурированные | В них участвуют партнеры разного возраста, обычно один подросток, а другой взрослый. Примером такого типа отношений является педерастия в Древней Греции. | - Педерастия - Бача-бази - Гомосексуальность в Древнем Риме |

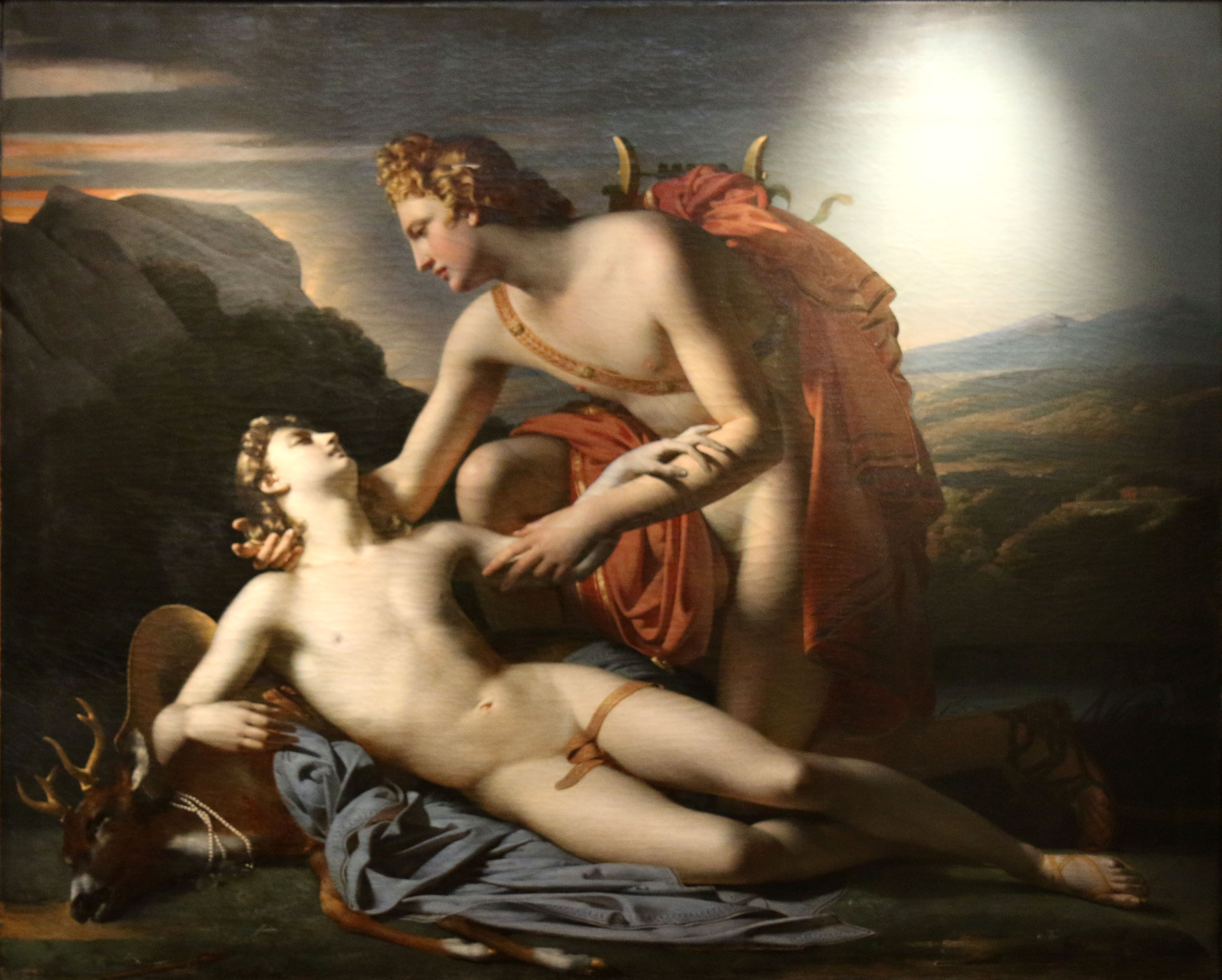
Клод-Мари Дюбюф. «Аполлон и Кипарис» (1824)

Часто в обществе преобладает одна форма однополых отношений, хотя другие, вероятно, сосуществуют. Историк Ритор Нортон указал, что в Древней Греции равноправные отношения сосуществовали (хотя и менее привилегированные) с институтом педерастии, и увлечение подростками также можно найти в современной сексуальности, как разнополой, так и однополой. Однополые отношения с учетом возраста и пола встречаются реже (хотя они все еще значимы и сосуществуют с постмодернистской эгалитарной формой в Латинской Америке, где мужчины-гетеросексуалы и «буч», то есть мачоактивные или инсертивные бисексуалы и пансексуалы могут даже иметь одну идентичность).

### Примеры в искусстве и литературе
Описания однополых отношений сохранились в литературе и искусстве.
В иранских (персидских) обществах гомоэротизм присутствовал в работах таких писателей, как Абу Нувас и Омар Хайям. Большой корпус литературы, насчитывающий сотни работ, способствовал развитию традиции сюдо в Японии вместе с широко распространенной традицией гомоэротического искусства сюнга.

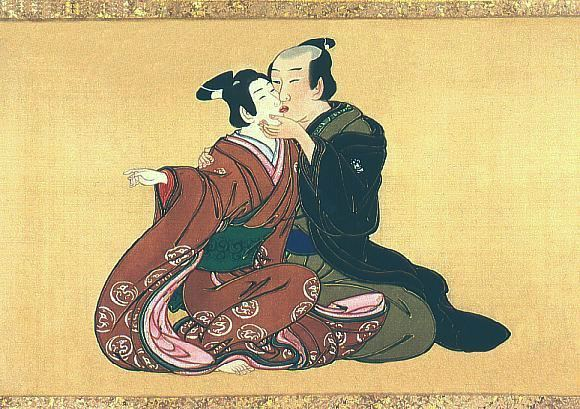
Миягава Иссё. «Мужчина и юноша» (1750)

В китайской литературной традиции такие произведения, как «Бянь эр Чжай» и «Цзинь Пин Мэй», пережили множество чисток. Сегодня поджанр японского аниме яой посвящен молодым геям. Япония необычна тем, что мужское гомоэротическое искусство, как правило, было работой женщин-художников, обращенных к женской аудитории, что отражает пример лесбийского эротизма в западном искусстве.
В 1990-х годах в ряде американских телевизионных комедий начали появляться темы однополых отношений и персонажей, которые выражали однополую привлекательность. Выход в 1997 году комика Эллен Дедженерес в ее шоу «Эллен» попал на первые полосы новостей в Америке и принес шоу самые высокие рейтинги. Однако после этого общественный интерес к шоу быстро снизился, и шоу было отменено ещё через один сезон. Сразу после этого «Уилл и Грейс», который шел с 1998 по 2006 год на канале NBC, стал самым успешным сериалом на сегодняшний день, посвященным сексуальным отношениям между мужчинами. Сериал «Близкие друзья», выходивший с 2000 по 2005 год, был известен своим несколько откровенным изображением жизни геев, а также яркими сексуальными сценами, содержащими первую смоделированную откровенную сексуальную сцену между двумя мужчинами, показанную по американскому телевидению.
Драматурги написали такие популярные гомоэротические произведения, как «Кошка на раскаленной крыше» Теннесси Уильямса, «Ангелы в Америке» Тони Кушнера и «Портрет Дориана Грея» Оскара Уайльда. Однополые отношения также были частой темой в бродвейских мюзиклах, таких как «Линия хора» и «Аренда».
В 2005 году фильм «Горбатая гора» имел международный финансовый и критический успех. В отличие от большинства однополых пар в кино, оба любовника фильма традиционно были мужчинами и состояли в браке. Успех фильма считался важной вехой в общественном признании американского движения за права геев.
Однополые отношения в видеоиграх впервые стали доступны игрокам в качестве опции в игре Fallout 2 1998 года. Начиная с 2000-х годов, эта опция все чаще включалась в ведущие ролевые игровые франшизы, пионерами которых среди прочих стали серии BioWare, Mass Effect и Dragon Age.

### Юридическое признание
Государственная защита и запреты в отношении (романтических или сексуальных) однополых пар различаются в зависимости от юрисдикции. В некоторых местах однополые пары имеют полные права на вступление в брак, как и разнополые пары, а в других местах им может быть предоставлена ограниченная защита или вообще никакой. Политика также варьируется в отношении усыновления детей однополыми парами.
В их основных психологических аспектах эти отношения были расценены как эквивалентные отношениям противоположного пола в кратком Amicus curiae Американской психологической ассоциации, Калифорнийской психологической ассоциации, Американской психиатрической ассоциации, Национальной ассоциации социальных работников и Национальной ассоциации социальных работников Калифорнийского отделения.

### Признание государством
По состоянию на июль 2022 года, 31 страна узаконила однополые браки (Австралия, Австрия, Аргентина, Бельгия, Бразилия, Канада, Колумбия, Коста-Рика, Дания, Эквадор, Финляндия, Франция, Германия, Исландия, Ирландия, Люксембург, Мальта, Нидерланды, Новая Зеландия, Норвегия, Португалия, Испания, Южная Африка, Швеция, Тайвань, Соединенное Королевство, Соединенные Штаты, Уругвай, Чили, Швейцария и Словения) и несколько субнациональных юрисдикций разрешают однополым парам вступать в брак. Законопроекты, легализующие однополые браки, были предложены, находятся на рассмотрении или были приняты по крайней мере одной законодательной палатой в Андорре, Чешской Республике, Мексике, а также в законодательных органах нескольких субнациональных юрисдикций (Кюрасао и большинство штатов Мексики). Мексика является федерацией со сложной системой автономии. Впервые однополые браки были узаконены в Мехико 4 марта 2010 года. На данный момент большинство регионов также узаконили однополые браки. Все остальные регионы по решению Верховного суда признают браки, заключённые в иных регионах.
Суд Европейского союза в 2021 году принял решение (не подлежащее обжалованию), что все страны Евросоюза обязаны признавать семьями однополых родителей и их детей. На момент принятия этого решения в некоторых странах Евросоюза однополые отношения не признавались ни в какой форме, а брак рассматривался как союз мужчины и женщины.
Однополые пары могут законно вступать в брак во всех штатах США и получать пособия как на уровне штата, так и на федеральном уровне. Кроме того, несколько штатов предлагают гражданские союзы или семейные партнерства, предоставляя все или часть прав и обязанностей в браке на уровне штата. Хотя более 30 штатов имеют конституционные ограничения на брак, все штаты должны признавать однополые браки в соответствии с решением Верховного суда США по делу Обергефелл против Ходжеса. Поэтому все законы, ограничивающие брак одним мужчиной и одной женщиной, являются неконституционными и не имеющими законной силы.

## Воспитание детей в однополых семьях
Появление ребёнка в однополой семье практически всегда является осознанным шагом и связано с принятием множества решений. Одним из таких решений, например, может быть решение о том, кто из женщин в лесбийской паре будет вынашивать ребёнка и какую роль будет выполнять его биологический отец.
Существует несколько возможностей появления детей в однополых семьях. С одной стороны, это дети, рождённые в предыдущих гетеросексуальных отношениях. При этом второй биологический родитель остаётся за пределами однополой семьи. В последнее время увеличивается число однополых семей, в которых дети рождаются и воспитываются непосредственно уже в этой семье по желанию обоих партнёров. При этом отношение ко второму биологическому родителю может быть совершенно различным — от полного отсутствия контактов до регулярного участия в жизни и воспитании ребёнка.
Условия появления и воспитания детей в мужских и женских парах различаются вследствие различия возможностей по осуществлению родительства. Мужские пары могут обзавестись ребёнком лишь при участии женщины, готовой выносить и родить ребёнка. Кроме естественного зачатия, это возможно осуществить с привлечением суррогатной матери, что не всегда осуществимо вследствие существования различных правовых регламентов в отношении суррогатного материнства в разных странах. Таким образом, мужские пары чаще всего вынуждены прибегать к усыновлению или взятию детей под временную опеку. Женские пары имеют больше возможностей завести ребёнка, используя донорскую сперму или воспользовавшись услугами искусственного экстракорпорального оплодотворения (ЭКО). Нередко геи и лесбиянки решают завести и совместно воспитывать общего ребёнка, иногда такие «квир-семьи» образуются между двумя парами — мужской и женской.
Воспитание детей однополыми парами, а также возможность разрешения таким парам усыновления детей или получения ими права пользоваться услугами искусственного оплодотворения и суррогатного материнства является предметом научных и общественных дискуссий. Существуют различные исследования, которыми апеллируют как противники, так и сторонники родительских прав для ЛГБТ. Те и другие пытаются найти ошибки и неточности в исследованиях своих оппонентов.
По данным переписи населения США 2000 года, 33 % домохозяйств, состоящих из женщин одного пола, и 22 % домохозяйств, состоящих из мужчин одного пола, сообщили, что в их доме проживает по крайней мере один ребенок младше восемнадцати лет. Общий социологический опрос 2008 года показывает, что из всей совокупности опрашиваемых ЛГБТ-родителей 49 % были лесбиянками и бисексуальными женщинами, а 19 % были бисексуалами или геями.
В Соединенных Штатах с 2007 по 2011 год негативное общественное отношение, осуждающее однополое воспитание, снизилось с 50 % до 35 %. Некоторые дети не знают, что у них есть ЛГБТ-родитель; проблемы с каминг-аутом разные, и некоторые родители могут так никогда и не признаться своим детям в своей гомосексуальности. Усыновление детей ЛГБТ-парами и воспитание детей в однополых семьях в целом, могут быть спорными в некоторых странах мира. В январе 2008 года Европейский суд по правам человека постановил, что однополые пары имеют право усыновлять ребенка. В США ЛГБТ-люди могут легально усыновлять детей во всех штатах. Хотя оценки разнятся, от 2 до 3,7 миллионов американских детей в возрасте до 18 лет могут иметь родителей лесбиянок, геев, бисексуалов или транссексуалов, и около 200 000 воспитываются однополыми парами.
Существует достаточно доказательств того, что дети, воспитанные однополыми родителями, живут так же хорошо, как и дети, воспитанные гетеросексуальными родителями. Более чем 25-летние исследования задокументировали, что нет никакой связи между сексуальной ориентацией родителей и эмоциональной, психосоциальной и поведенческой адаптации ребенка — она не влияет на эти аспекты в развитии ребёнка ни в какой мере и степени. Эти данные продемонстрировали отсутствие риска для детей в результате взросления в семье с одним или несколькими родителями-геями. Ни одно исследование не подтверждает широко распространенное убеждение, что пол родителей имеет значение для благополучия ребенка. Хорошо известно, что и мужчины, и женщины способны быть хорошими родителями, и что наличие родителей обоих полов не способствует адаптации. Методы, используемые в основных исследованиях однополого воспитания, соответствуют стандартам исследований в области психологии развития и психологии в целом. Они представляют собой тип исследований, которые представители соответствующих профессий считают надежными. Если бы родители-геи, лесбиянки или бисексуалы по своей природе были менее способными, чем сопоставимые гетеросексуальные родители, у их детей были бы проблемы, независимо от типа выборки. Эта закономерность явно не соблюдалась. Учитывая постоянные неудачи в этой исследовательской литературе опровергнуть нулевую гипотезу, бремя эмпирических доказательств лежит только на тех, кто утверждает, что дети родителей из числа сексуальных меньшинств живут хуже, чем дети гетеросексуальных родителей.
В 2005 году Американская психологическая ассоциация (APA) выпустила обзор 67 исследований (59 опубликованных статей и 8 неопубликованных диссертаций), рассматривающих потенциальные негативные последствия для ребёнка гомосексуальности его родителей. На основе анализа этих исследований сделан вывод, что ни одно из исследований не показало, что дети, воспитываемые родителями-геями или родителями-лесбиянками, находятся в неблагоприятном положении по сравнению с детьми гетеросексуальных родителей. В научных публикациях сообщается о консенсусе по поводу отсутствия значимых негативных различий между детьми, усыновлёнными разнополыми и однополыми парами.

## Стабильность отношений

### Количество сексуальных партнёров
Существует представление о том, что гомосексуальность связана с промискуитетом. Некоторые исследования показывают его справедливость, некоторые, напротив, утверждают, что краткие и поверхностные гомосексуальные связи оказываются характерны лишь для некоторых, но далеко не для всех однополых отношений; и многие геи и лесбиянки строят долгосрочные отношения и живут как семья.
Л. C. Клейн, ссылаясь на ряд исследований, называет следующие цифры сексуальных партнёров:
«В 1971 г. каждый седьмой немецкий гомосексуал („швуле“) имел свыше 600 партнёров — правда, не за год, как уверяли цитированные выше доктора, а в течение жизни (Dannecker und Reiche 1974: 236). В 1981 г. за год сменила не менее пятерых партнёров половина гомосексуальных студентов, тогда как среди гетеросексуальных с такой скоростью меняли партнёрш только 5 % студентов (Clement 1986: 111—112). В десять раз меньше. В США среднее количество партнёров гомосексуала за всю жизнь 50, тогда как у гетеросексуала среднее количество партнёрш только 4 (Michael et al. 1994). <…>. Между тем 90 % гетеросексуальных женщин США и более 75 % гетеросексуальных мужчин показали, что вообще не имели внебрачных половых связей (Michael et al. 1994) <..> Однако <..> всё большее число предпочитает другие виды сношений и вообще „безопасный секс“, а особенно большая тяга ощущается к постоянному партнёру, к созданию гомосексуальных пар, „семей“ в кавычках и без (там, где это разрешено законом). <..> Из 50 гомосексуалов, обследованных Лиддикоутом (Boczkowski 1988: 143), 22 (то есть почти половина) имели постоянных партнёров св. 5 лет, из них два св. 10 лет и шесть свыше 15 лет. Десять лет социолог М. Бохов проводит обследование немецких „голубых“. Вот результаты по 3048 анкетам за 1996 год. Более половины, 53 процента, показали, что в этом году они жили с постоянным партнёром, при чём 22 процента — только с одним, без „измен“. Опрос о количестве партнёров выяснил: 16 % имели контакт только с одним человеком, ещё 27 % с несколькими (от двух до пяти), 16 % — от шести до десяти и 24 % — со многими (более 20 партнёров за год). Это меньше, чем в 1993 году (44 %), но всё-таки почти четверть! Четыре пятых практикуют анальные сношения, но только четверть — без средств защиты (Bochow 1993; Polzer 1997).».
Сексолог и социолог И. С. Кон суммирует результаты ряда исследований однополых отношений: 

«По данным разных исследователей, в конце 1970-х гг. от 40 до 60 % американских геев имели более или менее стабильные парные отношения и приблизительно половина из них жили совместно, а 8 % женских и 18 % мужских пар жили совместно свыше 10 лет. По данным другого американского опроса, больше 10 лет существовали 14 % женских и 25 % мужских пар. Две трети голландских геев в момент опроса состояли в долгосрочных партнерских отношениях, со средней продолжительностью около 6 лет. Среди опрошенных в 1987 г. немецких геев никогда не имели постоянных отношений меньше 4 %. В момент опроса 59 % имели стабильные отношения, но у многих из них эта дружба началась не больше, чем год назад. В восточной Германии в 1990 г. постоянного партнера имели 56 % гомосексуалов, 48 % из них вели общее хозяйство и ещё 36 % хотели бы его вести. У 35 % 30-40-летних мужчин длительность сожительства была свыше трех, у 24 % — свыше пяти и у 10 % — свыше 10 лет. В Англии конца 1980-х годов партнерские отношения имели от 57 % до 65 % геев, их средняя длительность составляла 4 года, максимальная — 38 лет».
Люди гомосексуальной ориентации могут как выражать, так и не выражать её в сексуальной активности. Часть гомосексуалов имеют однополые сексуальные отношения, другие могут иметь гетеросексуальные и бисексуальные отношения или вообще никаких (жить в сексуальном воздержании). Согласно широкомасштабному исследованию в США 2006—2008 годов 15 % женщин и 12 % мужчин, называющих себя гомосексуальными (или бисексуальными), никогда не имели опыта однополых отношений.

### Продолжительность отношений

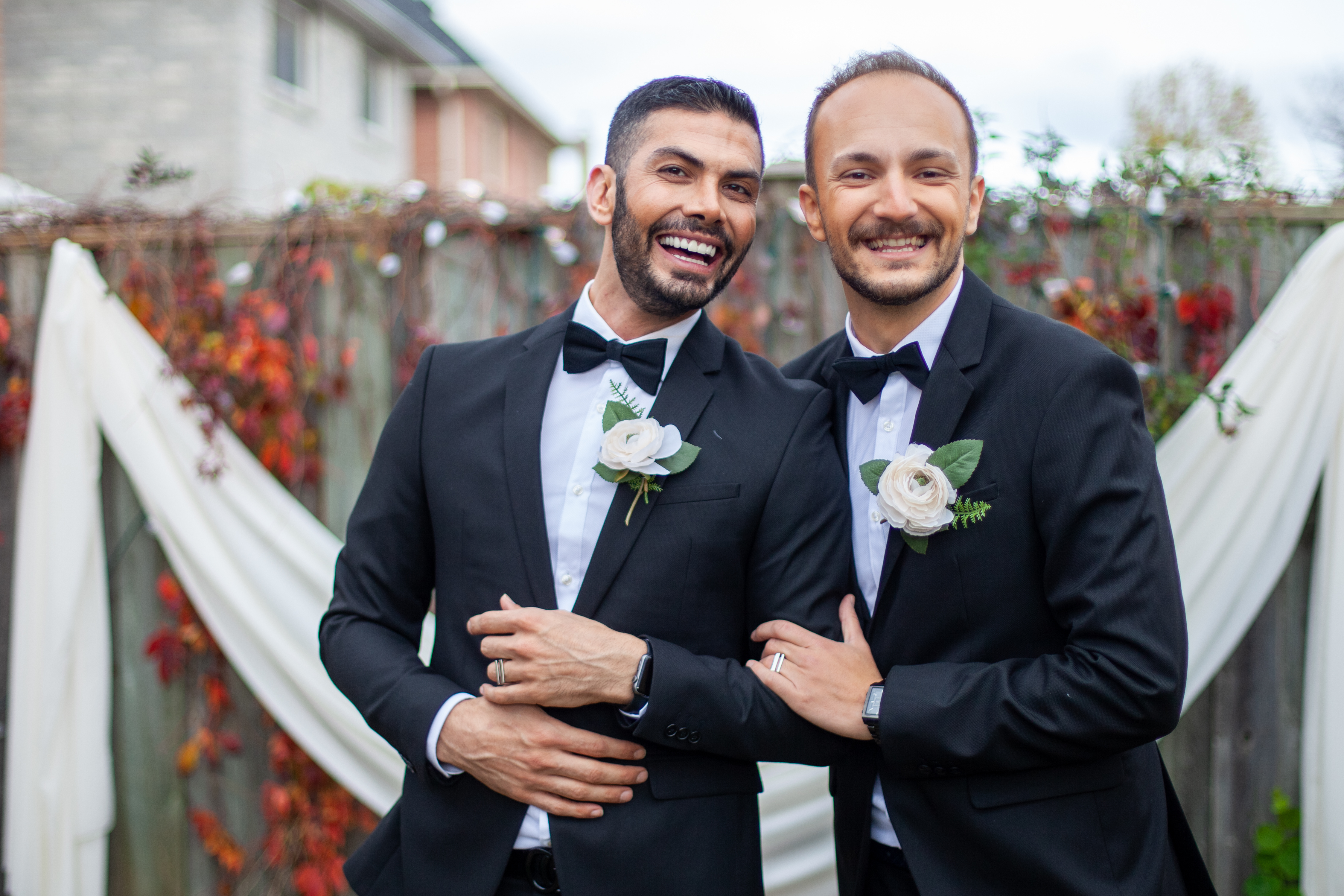
Гомосексуальная пара

Большинство ранних исследований показывают, что гомосексуальные люди имеют большее количество сексуальных партнёров, чем гетеросексуальные. Так, согласно Loney (1972), мужчины-геи имеют за свою жизнь 194 сексуальных партнёра мужского пола и 1,3 партнёра женского пола, а лесбиянки имеют в течение жизни 3,7 партнёрш и 5,3 партнёров. Исследования Сагира и Робинса (1973) показывают, что более 75 % гомосексуальных мужчин имеют более 30 партнёров в течение своей жизни. Кроме того, исследователи показывают, что отношения геев и лесбиянок редко длятся дольше 6 лет. Белл и Вайнберг (1978) делают вывод о том, что у половины гомосексуальных мужчин сексуальные акты происходят, в основном, с партнёрами, которых они видят впервые.
Интересным для сравнения в этом отношении является исследование Блумштайна и Шварца (Blumstein/Schwartz, 1983), делающее выводы о том, что средняя продолжительность отношений американских гетеросексуальных пар, не заключавших брак, составляет от 5 до 8 лет. При этом дольше 10 лет вместе живут лишь 2 % таких пар.
В то же время многие ранние исследования сексуального поведения гомосексуальных людей подвергаются критике. Например, в исследовании Сагира и Робинс 1973 года, которое утверждает, что лишь 15 % геев и 17,3 % лесбиянок имели хотя бы раз в жизни связь, длящуюся более трёх лет, принимали участие лишь 89 геев и 57 лесбиянок из Сан-Франциско и Чикаго. В исследовании Loney был 31 мужчина и 11 женщин в выборке A, 29 мужчин в выборке B. Белл и Вайнберг предупреждают в своей книге, что их выборка нерепрезентативна и не позволяет распространить их выводы ни на гомосексуалов, проживающих в месте проведения опроса, ни на гомосексуалов вообще.
Опубликованное в 2001 году Амстердамское исследование, согласно которому средняя продолжительность отношений гей-пары составляет полтора года, в течение которых партнёры имеют в среднем около 12 сексуальных контактов на стороне, часто приводится как обоснование того, что однополые пары не стремятся к созданию долговременных моногамных союзов. Согласно данным, опубликованным на официальном сайте Amsterdam Cohort Study, набор респондентов для исследования проходил в несколько этапов. На первом этапе с октября 1984 года по апрель 1985 года к исследованию привлекались лишь респонденты 18-65 лет, имеющие как минимум двух сексуальных партнёров за последние полгода. С апреля 1985 по февраль 1988 года опрашивались лишь респонденты с серонегативным результатом на ВИЧ. С февраля 1988 по декабрь 1998 проводилось исследование респондентов, инфициированных ВИЧ-1. Дополнительно в 1995 году началась кампания по привлечению молодых респондентов до 30 лет. В феврале 1996 года все собранные ранее данные о ВИЧ-отрицательных респондентах были исключены из исследования[уточнить].
Существуют, однако, и совсем другие исследования (например, Даннекер/Райхе, 1974; МакУайтер/Мэттисон, 1984; Кёлльнер, 1990 и др.), ставящие под сомнение выводы о неспособности гомосексуалов строить долговременные отношения. Исследования Томаса Хертлинга из Университета Мюнхена, опубликованные в 2011 году, показывают, что 49,5 % респондентов — гомосексуальных мужчин в возрасте от 14 до 78 лет, имевших на момент исследования постоянного партнёра, находились в отношениях с ним более 5 лет, 24,9 % — от 2 до 5 лет, 12,6 % — от 1 года до 2 лет и 13 % — менее года. Кроме того, в группе респондентов от 35 до 44 лет в отношениях с партнёром более 5 лет находились 62,5 % респондентов, а в группе старше 45 лет — 70,2 % респондентов.
Известный сексолог и социолог Игорь Кон, суммируя различные исследования однополых пар 1970—1980-х годов, пишет, что даже несмотря на то, что совместное проживание однополых пар до легализации однополых отношений было затруднено, в конце 1970-х годов от 40 до 60 % американских геев имели более или менее стабильные парные отношения. Кон приводит данные опубликованного в 1983 году исследования (Blumstein/Schwartz, с. 594), согласно которому 8 % лесбийских и 18 % мужских гомосексуальных пар жили совместно более 10 лет.
Отсутствие в однополых парах финансовой зависимости одного партнёра от другого (как это нередко бывает в разнополых браках), отсутствие у них общих детей (что часто невозможно вопреки желанию самих однополых пар) и более простая юридическая процедура расторжения партнёрств (что часто имеет место для различных форм однополых партнёрств, отличных от браков), действительно, могут способствовать более быстрому и безболезненному расторжению однополых зарегистрированных союзов по сравнению с разнополыми браками.
В исследовании Кетчама и Беннета приводится краткий обзор исследований на тему продолжительности однополых и гетеросексуальных отношений. Они показали противоречивые результаты — в одних исследованиях были обнаружены различия в продолжительности отношений, в других — нет. В самом исследовании Кетчама и Беннета был сделан вывод, что однополые пары в сожительствах распадаются не чаще гетеросексуальных пар, а женские однополые пары в формализованных союзах распадаются чаще мужских однополых пар и гетеросексуальных пар. Исследование пар в однополых браках в Швеции обнаружило схожую закономерность.
В исследовании трех больших наборов репрезентативных данных США и Канады проведенном Алленом и Прайсом было обнаружено, что однополые пары более склонны к распаду, особенно пары с детьми. Ключевое отличие этот исследования от, например, исследований Розенфельда и Маннинг, обнаруживших схожий уровень стабильности в гетеро- и гомосексуальных парах, в том, что в них контролировалась более низкая распространённость брака в однополых парах или анализировались по отдельности сожительствующие пары и пары, состоящие в браке — в исследовании же Аллена и Прайса этого не делалось, в нём сравнивались все однополые пары со всеми гетеросексуальными парами. Розенфельд в своём исследовании пишет, что однополые браки стали доступны однополым парам лишь относительно недавно, и однополые пары долгое время были лишены тех преимуществ брака, что были доступны гетеросексуальным женатым парам. Брак создаёт препятствия для выхода из отношений и увеличивает совместные инвестиции, и брак в его исследовании схожим образом ассоциировался со стабильностью однополых пар и гетеросексуальных пар. Аллен и Прайс обосновывают своё решение тем, что однополые пары, вступившие в брак, прошли положительный отбор, а гетеросексуальные пары, не вступившие в брак — отрицательный отбор.

## Однополая сексуальность

### Общие сведения
Типы отношений варьируются от одной пары к другой. Как и в гетеросексуальных отношениях, некоторые однополые отношения подразумевают временный, случайный или анонимный секс. Другие отношения более постоянны, они состоят в постоянных отношениях друг с другом и не имеют сексуальных отношений ни с кем другим. Некоторые из них являются открытыми отношениями и, будучи преданными друг другу, позволяют себе и своему партнеру иметь отношения с другими. Другие пары могут быть тайными, будь то из-за семейного воспитания, религии, давления со стороны друзей или семьи или по другим причинам.
Названия законных однополых отношений варьируются в зависимости от законов государства. Однополые отношения могут быть юридически признаны в форме брака, гражданского союза или зарегистрированного партнерства.

### Сексуальная ориентация
Люди могут выражать или не выражать свою сексуальную ориентацию в своем поведении. Люди, состоящие в однополых отношениях, могут идентифицировать себя как гомосексуалов, бисексуалов или даже иногда гетеросексуалов.
В равной степени не все люди с бисексуальной или гомосексуальной ориентацией стремятся к однополым отношениям. Согласно исследованию социальной организации сексуальности 1990 года, из 131 женщины и 108 мужчин, которые сами сообщили об однополом влечении, только 43 мужчины (40 %) и 42 женщины (32 %) участвовали в однополом сексе. Для сравнения, опрос, проведенный Family Pride Coalition показала, что у 50 % мужчин-геев были дети и 75 % лесбиянок были дети, и еще больше имели гетеросексуальный секс, не имея детей.

### Законы против содомии
Законы о содомии определяют определенные действия сексуального характера как сексуальные преступления. Конкретные половые акты, подразумеваемые под термином содомия, редко прописываются в законе, но обычно понимаются судами как включающие любой половой акт, который не приводит к деторождению. Кроме того, у содомии много синонимов: педерастия, преступление против природы, противоестественный акт, извращенный половой акт. У него также есть ряд похожих эвфемизмов. Хотя теоретически это может включать гетеросексуальный оральный секс, анальный секс, мастурбацию и зоофилию, на практике такие законы в первую очередь применяются против секса между мужчинами (особенно анального секса).
В Соединенных Штатах Верховный суд признал недействительными все законы о содомии в деле Лоуренс против Техаса в 2003 году. 47 из 50 штатов на тот момент отменили какие-либо специально направленные против гомосексуального поведения законы.
Некоторые другие страны криминализируют гомосексуальные действия. В нескольких странах, все из которых являются мусульманскими странами, это остается тяжким преступлением. В деле, которое вызвало серьёзный общественный резонанс в мире, двое подростков мужского пола, Махмуд Асгари и Аяз Мархони, были повешены в Иране в 2005 году, как сообщается, за то, что их застали за сексом друг с другом.

### Мужчины, практикующие секс с мужчинами
Мужчины, практикующие секс с мужчинами (МСМ) — термин используемый, для обозначения мужчин, постоянно или периодически практикующих сексуальные контакты с другими мужчинами. Многие предпочитают не принимать социальную идентичность геев или бисексуалов.
Термин был введён в 1990-х годах эпидемиологами с целью изучения распространения заболеваний среди мужчин, которые занимаются сексом с мужчинами, независимо от идентичности. Как категория риска, МСМ не ограничиваются небольшими, идентифицирующими себя и заметными подгруппами населения. МСМ и геи относятся к разным категориям: поведению и социальной идентичности. МСМ относятся к сексуальной активности между мужчинами, независимо от того, как они идентифицируют себя, в то время как гомосексуальность может включать в себя эти действия, но в более широком смысле рассматривается как культурная идентичность.
Термин часто используется в медицинской литературе и социальных исследованиях для описания таких мужчин как группы для клинического изучения без учета вопросов самоидентификации.
Как и в любых сексуальных отношениях, люди могут начинать с различных форм прелюдии, таких как ласки и поцелуи, и могут экспериментировать или не экспериментировать с другими практиками, по своему усмотрению. Секс между мужчинами может включать взаимную мастурбацию, фрот, межбедренный секс, оральный секс и анальный секс.

### Женщины, практикующие секс с женщинами
Женщины, практикующие секс с женщинами (англ. Women who have sex with women; сокращ. WSW) — женщины, которые вступают в сексуальные отношения с другими женщинами, независимо от того, идентифицируют ли они себя как лесбиянок, бисексуалок или гетеросексуалок, или вообще отказываются от сексуальной идентификации.
Термин часто используется в медицинской литературе для описания таких женщин как группы для клинического изучения без учета вопросов самоидентификации.

### Взгляд религии
Гомосексуальные отношения рассматриваются в качестве греха в традиционных конфессиях иудаизма, христианства и ислама. Во второй половине XIX века, параллельно изменениям общественного сознания, начал протекать либеральный пересмотр отношения к гомосексуальности среди иудеев и христиан. В настоящее время некоторая часть христианских церквей и направлений в иудаизме (а также незначительная часть движений в либеральном исламе) отказались от традиционного взгляда на гомосексуальность. В классическом буддизме гомосексуальность определяется как «неправильное сексуальное поведение».